# Grutas Cársicas de Aggtelek e da Eslováquia
Cavernas do karst Aggtelek e do karst eslovaco, Aggtelek é famosa por ser o maior sistema de cavernas da Europa Central e conhecido destino turístico. Situam-se entre a Eslováquia e a Hungria, sendo as principais cavernas de Baradla, com cerca de 25 km de extensão em território húngaro, e a de Domica, com cerca de 5,6 km, na Eslováquia.
A variedade de formações e o facto de serem concentradas numa área restrita significa que as 712 grutas até agora identificadas formam uma zona temperada típica dos sistemas cársicos. Mostram uma raríssima combinação de efeitos climatológicos tropicais e glaciais , tornando possível a observação e estudo da história geológica de um período de dezenas de milhões de anos.
O karst foi formado no período Triássico de pedra calcária e a formação do sistema de cavernas se deu há aproximadamente dois milhões de anos. Há também várias evidências de que as cavernas de Baradla foram usadas pelo homem do Neolítico como habitação e que, com instrumentos de iluminação mais aperfeiçoados, foi possível que ainda neste período o homem tenha percorrido o interior das cavernas.
Em 1985 foi criado o Parque Nacional de Aggtelek, e em 1995 o sistema de grutas foi declarado Patrimônio Mundial pela UNESCO.